# アーケイディア
アーケイディア (Arcadia) は、イギリスのシンセポップ・ユニット。メンバーはデュラン・デュランのサイモン・ル・ボン、ニック・ローズ、ロジャー・テイラー。（デュラン・デュランのジョン・テイラーとアンディ・テイラーはロックバンド「パワー・ステーション」を結成）。
1985年に結成し、アルバム『情熱の赤い薔薇』（So Red The Rose）を1枚残している。アルバムにはデヴィッド・ギルモア（ピンク・フロイド）、スティング（「The Promise」のバック・コーラス）、アンディ・マッケイ（ロキシー・ミュージック）、ジャズピアニストのハービー・ハンコック、グレイス・ジョーンズ（「The Flame」のバック・コーラス）、土屋昌巳など大物ゲストの参加も話題を呼んだ。
また映画『高卒物語』（Playing For Keeps）のサウンドトラックに「Say The World」を提供している。

## ディスコグラフィ

### アルバム
- 『情熱の赤い薔薇』 -  So Red the Rose (1985年) 英30位・米23位

### シングル
- 「エレクション・デイ」 - "Election Day" (1985年) 英7位・米6位
- 「グッドバイ・イズ・フォーエヴァー」 - "Goodbye Is Forever" (1986年) 米33位
- 「ザ・プロミス」 - "The Promise" (1986年) 英37位
- "The Flame" (1986年) 英58位（PVにデュラン・デュランメンバーのジョン・テイラーがカメオ出演）
- "Say the Word" (1986年)（米のみ発売）